# Netelia nubigenus
Netelia nubigenus är en stekelart som först beskrevs av Per Abraham Roman 1924.  Netelia nubigenus ingår i släktet Netelia och familjen brokparasitsteklar. Inga underarter finns listade i Catalogue of Life.